# Villa Spieß
Die Villa Spieß ist eine Villa in Schönberg, einem Ortsteil von Kronberg im Taunus. Sie steht unter Denkmalschutz.

## Geschichte
1901 wurde die Villa nach Plänen des Frankfurter Architekten Alfred Günther erbaut. Bauherr war der Frankfurter Arzt Dr. med. Gustav Spieß (1862–1948), der das Haus als Sommerhaus nutzen wollte. Gustav Spieß war ein erfolgreicher Arzt und seit 1910 Chefarzt der Frankfurter Hals-Nasen-Ohren-Klinik. Gustav Spieß war ein sehr musikinteressierter Mensch. Viele Sänger waren mit ihren stimmlichen Problemen seine Patienten und vielfach auch seine Gäste in der Villa. So war auch Richard Strauss Gast in der Villa Spieß. Im Zweiten Weltkrieg wurde der Erstwohnsitz von Gustav Spieß durch Luftangriffe zerstört. Nun nutzte die Familie die Villa Spieß als Erstwohnsitz. 1964 verkaufte die Tochter von Gustav Spieß die Villa an die Evangelische Kirche in Hessen und Nassau. Diese nutzte die Villa als Haupthaus ihres Religionspädagogischen Zentrums (RPZ). Die weiteren Gebäude des RPZ wurden im Park der Villa errichtet. Ende 2012 wurde das RPZ geschlossen.

## Baubeschreibung
Die Villa mit der Adresse Im Brühl 30 befindet sich auf einem sanft abfallenden Gelände in Schönberg. Das Haupthaus ist im englischen Landhausstil errichtet und weist stilistische Ähnlichkeiten mit dem nahe gelegenen Schloss Friedrichshof auf. Beide Objekte weisen in den massiven Bauteilen Formen des Tudorstils auf. Ziele des Architekten waren die Trennung von Haupt- und Wirtschaftsgebäude, eine lebhafte Vielseitigkeit der Fassade, was unter anderem durch einen Dreiseit- und einen Polygonalerker erreicht wird. Die Fassade ist in Haustein, Putz und Holz gestaltet und durch hölzerne Balkone und unterschiedliche Gauben variantenreich gestaltet. Auch die Innenausstattung ist hochwertig.